# Episodi di Carovane verso il West (sesta stagione)
La sesta stagione della serie televisiva Carovane verso il West (Wagon Train) è andata in onda negli Stati Uniti dal 19 settembre 1962 al 5 giugno 1963 sulla NBC.
| nº | Titolo originale                  | Prima TV USA      | Titolo italiano | Prima TV Italia |
| -- | --------------------------------- | ----------------- | --------------- | --------------- |
| 1  | Wagon Train Mutiny                | 19 settembre 1962 |                 |                 |
| 2  | The Caroline Casteel Story        | 26 settembre 1962 |                 |                 |
| 3  | The Madame Sagittarius Story      | 3 ottobre 1962    |                 |                 |
| 4  | The Martin Gatsby Story           | 10 ottobre 1962   |                 |                 |
| 5  | The John Augustus Story           | 17 ottobre 1962   |                 |                 |
| 6  | The Mavis Grant Story             | 24 ottobre 1962   |                 |                 |
| 7  | The Lisa Raincloud Story          | 31 ottobre 1962   |                 |                 |
| 8  | The Shiloh Degnan Story           | 7 novembre 1962   |                 |                 |
| 9  | The Levy-McGowan Story            | 14 novembre 1962  |                 |                 |
| 10 | The John Bernard Story            | 21 novembre 1962  |                 |                 |
| 11 | The Kurt Davos Story              | 28 novembre 1962  |                 |                 |
| 12 | The Eve Newhope Story             | 5 dicembre 1962   |                 |                 |
| 13 | The Orly French Story             | 12 dicembre 1962  |                 |                 |
| 14 | The Donna Fuller Story            | 19 dicembre 1962  |                 |                 |
| 15 | The Sam Darland Story             | 26 dicembre 1962  |                 |                 |
| 16 | The Abel Weatherly Story          | 2 gennaio 1963    |                 |                 |
| 17 | The Davey Baxter Story            | 9 gennaio 1963    |                 |                 |
| 18 | The Johnny Masters Story          | 16 gennaio 1963   |                 |                 |
| 19 | The Naomi Kaylor Story            | 30 gennaio 1963   |                 |                 |
| 20 | The Hollister John Garrison Story | 6 febbraio 1963   |                 |                 |
| 21 | The Lily Legend Story             | 13 febbraio 1963  |                 |                 |
| 22 | Charlie Wooster - Outlaw          | 20 febbraio 1963  |                 |                 |
| 23 | The Sara Proctor Story            | 27 febbraio 1963  |                 |                 |
| 24 | The Emmett Lawton Story           | 6 marzo 1963      |                 |                 |
| 25 | The Annie Duggan Story            | 13 marzo 1963     |                 |                 |
| 26 | The Michael McGoo Story           | 20 marzo 1963     |                 |                 |
| 27 | The Adam MacKenzie Story          | 27 marzo 1963     |                 |                 |
| 28 | The Tom Tuesday Story             | 25 marzo 1963     |                 |                 |
| 29 | Heather and Hamish                | 10 aprile 1963    |                 |                 |
| 30 | The Blane Wessels Story           | 17 aprile 1963    |                 |                 |
| 31 | The Tom O'Neal Story              | 24 aprile 1963    |                 |                 |
| 32 | The Clarence Mullins Story        | 1º maggio 1963    |                 |                 |
| 33 | The David Garner Story            | 8 maggio 1963     |                 |                 |
| 34 | Alias Bill Hawks                  | 15 maggio 1963    |                 |                 |
| 35 | The Antone Rose Story             | 22 maggio 1963    |                 |                 |
| 36 | The Jim Whitlow Story             | 29 maggio 1963    |                 |                 |
| 37 | The Barnaby West Story            | 5 giugno 1963     |                 |                 |

## Wagon Train Mutiny
- Prima televisiva: 19 settembre 1962
- Diretto da: Virgil Vogel
- Scritto da: Norman Jolley

### Trama
- Guest star: Regis Toomey (Mr. Hunter), Peter Helm (Leland Barber), Dickie Jones (John Hunter), John Rodney (maggiore Groff), Dan Duryea (Amos), Jane Wyman (Hannah Barber), Jose DeVega (Renaldo Ortega)

## The Caroline Casteel Story
- Prima televisiva: 26 settembre 1962
- Diretto da: Virgil Vogel
- Scritto da: Gerry Day

### Trama
- Guest star: Kathleen Freeman (Mrs. Benson), Dennis Rush (Ham Stryker), Dal McKennon (Benson), Renee Godfrey (Mrs. Herbst), Barbara Stanwyck (Caroline Casteel/Lily Martell), Charles Drake (Frank Casteel), Robert F. Simon (Scofield), Roger Mobley (Jamie Casteel), Richard H. Cutting (Adam Stryker), Alice Frost (Abigail Stryker), Charles Horvath (nativo americano)

## The Madame Sagittarius Story
- Prima televisiva: 3 ottobre 1962
- Diretto da: Virgil Vogel
- Scritto da: Leonard Praskins

### Trama
- Guest star: Doug Lambert (Dennis Halleck), Zeme North (Felicia "Fessie" Morgan), Murvyn Vye (Jeb Morgan), Gail Bonney (Mrs. Halleck), Thelma Ritter (Delphine Sagittarius), Richard Deacon (sindaco Hadden), Raymond Greenleaf (predicatore)

## The Martin Gatsby Story
- Prima televisiva: 10 ottobre 1962
- Diretto da: Jerry Hopper
- Scritto da: Thomas Thompson

### Trama
- Guest star: James McCallion (Caleb Lefton), Virginia Christine (Elaine Gatsby), Harry Carey, Jr. (Jeb Colton), Jocelyn Brando (Grace Lefton), Fred Clark (Martin Gatsby), Terry Burnham (Marie Lefton)

## The John Augustus Story
- Prima televisiva: 17 ottobre 1962
- Diretto da: Allen H. Miner
- Scritto da: Allen H. Miner

### Trama
- Guest star: James Hong (Ceong Wai Kok), Willard Waterman (Hezekiah), Allen Joseph (Archie), Bern Hoffman (James Burroughs), Joseph Cotten (John Augustus), Nobu McCarthy (Mayleen), Meg Wyllie (Matilda), Allen Jung (Din Pau Yee), Gail Hillson (Rose Ann)

## The Mavis Grant Story
- Prima televisiva: 24 ottobre 1962
- Diretto da: Dick Moder
- Scritto da: Steven Ritch

### Trama
- Guest star: Rodd Redwing (Calli), I. Stanford Jolley (Willett), Jerry Riggio (Moca), Jerry Oddo (Topoc), Ann Sheridan (Mavis Grant), Parley Baer (John Maitland), Anna Karen (Hattie Maitland), Mary Jane Saunders (Sally Maitland), Dee Pollock (Gerald Morgan), Russ Conway (Tom Morgan), John McKee (Frank Folsom)

## The Lisa Raincloud Story
- Prima televisiva: 31 ottobre 1962
- Diretto da: Virgil Vogel
- Soggetto di: Steven Ritch, Dana Wynter

### Trama
- Guest star: Ken Mayer (Jeb Pearson), Dal McKennon (Jethro), Winnie Chandler (Old Squaw), Jon Locke (Farrell), Dana Wynter (Lisa Raincloud), George Keymas (Grey Wolf), Gregg Barton (Tabor), Tim Frawley (Mace)

## The Shiloh Degnan Story
- Prima televisiva: 7 novembre 1962
- Diretto da: Virgil Vogel
- Scritto da: Harold Swanton

### Trama
- Guest star: Pitt Herbert (Hathaway), Jennifer Gillespie (bambina), Edward Colmans (Chaplain), Walter Reed (Master Sgt. Connors), Nancy Gates (Louisa Marriott), R. G. Armstrong (generale Kirby), Russell Johnson (maggiore Dan Marriott), Peter Whitney (sergente Patrick Henry Galloway), Barry Morse (Fogarty), James Gavin (caporale McClellan), Larry Kerr (colonnello Armstrong "Shiloh" Degnan)

## The Levy-McGowan Story
- Prima televisiva: 14 novembre 1962
- Diretto da: Dick Moder
- Scritto da: Bob Barbash

### Trama
- Guest star: Michael Flatley (Tommy McGowan), Leo Fuchs (Simon Levy), Robert Carson (Walsh), Paul Birch (Frank Lassiter), Liam Redmond (Patrick McGowan), Lory Patrick (Rachel Levy), Gary Vinson (Sean McGowan), Nora Marlowe (Nancy McGowan), Kevin Brady (David Levy), Joseph V. Perry (Gaines)

## The John Bernard Story
- Prima televisiva: 21 novembre 1962
- Diretto da: Allen H. Miner
- Scritto da: John Kneubuhl

### Trama
- Guest star: Doris Kemper (Mrs. Budgen), William Fawcett (Budgen), Beau Bridges (Larry Gill), Herbert Lytton (dottor Porter), Robert Ryan (John Bernard), Perry Lopez (Mitisina), Cliff Osmond (Ben Gill), Jack Grinnage (Sampson)

## The Kurt Davos Story
- Prima televisiva: 28 novembre 1962
- Diretto da: Bernard Girard
- Scritto da: Ted Sherdeman

### Trama
- Guest star: Amzie Strickland (Minnie Hershey), Arthur Space (Will Hershey), Tyler McVey (Carl Monks), Karl Lukas (dottor Parnell), Eddie Albert (Kurt Davos), Frances Reid (Florence Hastings), Charles E. Perry (Martin Ging)

## The Eve Newhope Story
- Prima televisiva: 5 dicembre 1962
- Diretto da: Allen H. Miner
- Scritto da: John McGreevey

### Trama
- Guest star: Jim Davis (Dan Ryan), Tudor Owen (Patrick O'Shaughnessy), Richard Reeves (Orville Bassett), George Kane (Paul Leighton), Ann Blyth (Eve Newhope), Slim Pickens (Grubstake Malloy)

## The Orly French Story
- Prima televisiva: 12 dicembre 1962
- Diretto da: Virgil Vogel
- Scritto da: Norman Jolley

### Trama
- Guest star: Sharon Farrell (Judy Wilson), Peter Fonda (Orly French), Robert Cornthwaite (dottor Wilson), John Doucette (Marshal Jason Hartman), Gil Perkins (Harvey Bates)

## The Donna Fuller Story
- Prima televisiva: 19 dicembre 1962
- Diretto da: Jerry Hopper
- Scritto da: Norman Jolley

### Trama
- Guest star: Sandra Gould (Edith), Elvia Allman (Sabrina), Barbara Knudson (Dora), Kathleen Freeman (Dolly), Jeanne Cooper (Donna Fuller), Simon Oakland (Alonzo Galezio), Larry J. Blake (professore Widdam)

## The Sam Darland Story
- Prima televisiva: 26 dicembre 1962
- Diretto da: Virgil Vogel
- Soggetto di: Walter Wagner

### Trama
- Guest star: Bill Mumy (Toddy), Tom Nolan (Billy), X Brands (Tulo), Steven Ritch (Red Cloud), Art Linkletter (Sam Darland), Nancy Reagan (Mrs. Baxter), Rusty Stevens (Johnny)

## The Abel Weatherly Story
- Prima televisiva: 2 gennaio 1963
- Diretto da: Dick Moder
- Scritto da: Robert Yale Libott

### Trama
- Guest star: John Ashley (Michelangelo Fratelli), J. D. Cannon (Abel Weatherly), Valerie Varda (Ilona), William Fawcett (vagabondo), Chan Kelle (Carlo)

## The Davey Baxter Story
- Prima televisiva: 9 gennaio 1963
- Diretto da: Dick Moder
- Scritto da: Pat Fielder

### Trama
- Guest star: Jeannine Riley (Susan), Tommy Sands (Davey Baxter), Sam Edwards (Forbes), Charles Herbert (Wally), Louise Arthur (Mrs. Forbes)

## The Johnny Masters Story
- Prima televisiva: 16 gennaio 1963
- Diretto da: Virgil Vogel
- Scritto da: Peter Germano

### Trama
- Guest star: Alvy Moore (soldato Bledsoe), Carole Wells (Laurie), Virginia Stefan (Amy Collins), Angela Greene (Cassie), Anthony George (Johnny Masters), Robert J. Wilke (colonnello Stone), Harry Hickox (capitano Albert Sanborn), William Mims (soldato Waters), Kelly Thordsen (soldato Flynn), Keith Richards (maggiore Hunt)

## The Naomi Kaylor Story
- Prima televisiva: 30 gennaio 1963
- Diretto da: Bernard Girard
- Scritto da: William Raynor, Myles Wilder

### Trama
- Guest star: Dick Sargent (Tom Reade), Natalie Trundy (Grace Kaylor), James Bell (Charles Druten), Fred Beir (Karl Blucher), Joan Fontaine (Naomi Kaylor), Ben Pollock (reverendo)

## The Hollister John Garrison Story
- Prima televisiva: 6 febbraio 1963
- Diretto da: Sydney Pollack
- Scritto da: Gene L. Coon

### Trama
- Guest star: Charles Drake (Hollister John Garrison), Gary Cockrell (Stevenson Drake), Evans Evans (Melody Drake), Peter Whitney (Carl Kempton)

## The Lily Legend Story
- Prima televisiva: 13 febbraio 1963
- Diretto da: Virgil Vogel
- Scritto da: Sloan Nibley, Leonard Praskins

### Trama
- Guest star: Susan Oliver (Lily Legend/Hobbs), Richard Jaeckel (Bud Piper), Frank Cady (Doc Fitch), Trevor Bardette (sceriffo Heber Lund)

## Charlie Wooster - Outlaw
- Prima televisiva: 20 febbraio 1963
- Diretto da: Virgil Vogel
- Scritto da: Leonard Praskins

### Trama
- Guest star: Frank Ferguson (sceriffo Jeb Lunn), Mickey Sholdar (Scotty), Eddy Waller (Sam Frost), Jonathan Hole (reverendo Jimson), Jeanette Nolan (Bella McKavitch), L. Q. Jones (Esdras McKavitch), Morgan Woodward (Clef McKavitch), Claire Carleton (Sarah Redman)

## The Sara Proctor Story
- Prima televisiva: 27 febbraio 1963
- Diretto da: Virgil Vogel
- Scritto da: Leonard Praskins

### Trama
- Guest star: Jim Bannon (Ben Graham), Holly McIntire (Jenny Graham), Renee Godfrey (nadre di Della), Shari Bernarth (Della), Jean Hagen (Sara Proctor), Chris Robinson (Brad Proctor), Chris Roman (Eric Walters)

## The Emmett Lawton Story
- Prima televisiva: 6 marzo 1963
- Diretto da: Virgil Vogel
- Scritto da: Blois Coon, Gene L. Coon

### Trama
- Guest star: Ric Roman (Jed Swairt), Rusty Lane (Del Masters), Brett King (Plug Nichols), Sidney Clute (Winnybill), Dennis Hopper (Emmett Lawton), Frances Reid (Rose Lawton), Stanley Adams (Monte West), Richard Devon (Perk Lopely), Philip Bourneuf (Chad Kramer), Charles Horvath (Vern)

## The Annie Duggan Story
- Prima televisiva: 13 marzo 1963
- Diretto da: James Sheldon
- Soggetto di: Gary Munn

### Trama
- Guest star: Dorothy Adams (Laura Clinton), Gregory Irvin (John Leeds), Kay Stewart (Mrs. Trumbull), Byron Foulger (Jasper Clinton), Arthur Franz (Dan Hyatt), Carolyn Kearney (Annie Duggan), Katie Sweet (Jennie), Don Carter (Eddie), Sally Bliss (Martha Leeds), Dayton Lummis (dottor George Baldwin)

## The Michael McGoo Story
- Prima televisiva: 20 marzo 1963
- Diretto da: Jerry Hopper
- Scritto da: Norman Jolley

### Trama
- Guest star: Jocelyn Brando (Ada Myers), John Doucette (Michael McGoo), Roger Mobley (Humphrey Hooper), Cathleen Cordell (Mrs. Lawson), Donald Losby (Homer Hooper)

## The Adam MacKenzie Story
- Prima televisiva: 27 marzo 1963
- Diretto da: Virgil Vogel
- Scritto da: Norman Jolley

### Trama
- Guest star: Nora Marlowe (Ma Sikes), Danny Bravo (Felipe Perez), Dennis McCarthy (Branford), Penny Santon (Carlotta Perez), Michael Ansara (Adam MacKenzie), Peter Brown (Benedict O'Brien), Jose DeVega (Henry Adams), William Mims (Esteban Perez), Lois Roberts (Juana Perez), Alex Montoya (Carlos)

## The Tom Tuesday Story
- Prima televisiva: 25 marzo 1963
- Diretto da: Jerry Hopper
- Scritto da: Sloan Nibley, Leonard Praskins

### Trama
- Guest star: Brian Keith (Tom Tuesday / Cabot)

## Heather and Hamish
- Prima televisiva: 10 aprile 1963
- Diretto da: Allen H. Miner
- Scritto da: Allen H. Miner

### Trama
- Guest star: Anne Helm (Heather McIntosh), Michael Parks (Hamish Brown), Liam Redmond (Samuel McIntosh), Meg Wyllie (Sara McIntosh)

## The Blane Wessels Story
- Prima televisiva: 17 aprile 1963
- Diretto da: Virgil Vogel
- Scritto da: John McGreevey

### Trama
- Guest star: Lory Patrick (Laura), Juanita Moore (Essie), Douglas Fowley (Ed Graham), Virginia Christine (Minna Collins), Robert Colbert (Blane Wessels), Don C. Harvey (Jim Collins)

## The Tom O'Neal Story
- Prima televisiva: 24 aprile 1963
- Diretto da: Virgil Vogel
- Scritto da: John Kneubuhl

### Trama
- Guest star: Aline Towne (Mrs. O'Neal), Myron Healey (O'Neal), Barbara Pepper (Polly), Jerry Hauser (Jenkins), Peter Helm (Tom O'Neal), Brenda Scott (Ellen Howard), Les Tremayne (dottor Howard), I. Stanford Jolley (Tolliver)

## The Clarence Mullins Story
- Prima televisiva: 1º maggio 1963
- Diretto da: Jerry Hopper
- Scritto da: Norman Jolley

### Trama
- Guest star: Carleton G. Young (maggiore Gaston), Clu Gulager (Clarence Mullins), James McMullen (Barker), I. Stanford Jolley (Harvey Mullins), Lisa Seagram (Esther)

## The David Garner Story
- Prima televisiva: 8 maggio 1963
- Diretto da: Virgil Vogel
- Scritto da: Norman Jolley

### Trama
- Guest star: Randy Boone (David Garner), Susan Silo (Susan Farmer), Peter Whitney (Judd), Harry Harvey (Vern Orton)

## Alias Bill Hawks
- Prima televisiva: 15 maggio 1963
- Diretto da: Jerry Hopper
- Scritto da: Norman Jolley

### Trama
- Guest star: Hal Baylor (Lester Cole), Arthur Space (Martin Wells), Ralph Leabow (Chick Stump), Cliff Osmond (Chester Cole), Ed Nelson (Burke Clayton), Joan Freeman (Karen Wells), Jeanne Bal (Alice Wells), Dennis McCarthy (Harvey York)

## The Antone Rose Story
- Prima televisiva: 22 maggio 1963
- Diretto da: Allen H. Miner
- Scritto da: Allen H. Miner

### Trama
- Guest star: Trevor Bardette (Henry Ludlow), Judi Meredith (Judy Ludlow), Charles Knox Robinson (Antone Rose), Charles Herbert (Nico)

## The Jim Whitlow Story
- Prima televisiva: 29 maggio 1963
- Diretto da: William Witney
- Scritto da: Steven Ritch

### Trama
- Guest star: Robert Osterloh (Tom Mason), Jim Davis (Clyde Hubble), Claire Carleton (Lucy Taggert), John Cliff (Bayles), John Kerr (Jim Whitlow), Ellen Burstyn (Margaret Whitlow), Ann Staunton (Mary Mason), Don White (Taggert)

## The Barnaby West Story
- Prima televisiva: 5 giugno 1963
- Diretto da: Virgil Vogel
- Scritto da: Norman Jolley

### Trama
- Guest star: Scotty Morrow (Kenny Roberts), Brad Morrow (Karl Roberts), Dennis McCarthy (Palmer), Amzie Strickland (Mrs. West), Renee Godfrey (Mrs. Palmer), Stuart Erwin (Barnaby West, Sr.), Richard Reeves (Roberts)